# Josephine Skriver
Josephine Skriver, née le 14 avril 1993 à Copenhague au Danemark, est un mannequin danois.

## Biographie

### Jeunesse
Josephine Skriver est née d'une mère lesbienne et d'un père gay. Elle a également un frère. Elle souhaite utiliser sa notoriété pour représenter les enfants issus de couples LGBT, et participe aux Gay Pride depuis de nombreuses années.
Dès son plus jeune age, elle travaille dans l'industrie de la mode grâce à sa tante qui est consultante mode. Elle pose par exemple pour une publicité pour les couches Pampers. Cependant, alors qu'elle a cinq ans, elle demande à sa mère de stopper les séances photos, afin de se concentrer sur le football.
En 2008, elle est découverte par l'agence de mannequins Unique Denmark qui lui fait signer un contrat, après qu'un ami de sa tante leur a envoyé des photos. Elle décide alors de tenter une nouvelle fois l'expérience du mannequinat. Le site web models.com la remarque et la sélectionne comme le mannequin de la semaine au mois d'octobre.
En 2010, elle signe un contrat avec l'agence de mannequins Marilyn Agency.

### Carrière
En février 2011, Josephine Skriver participe à sa première Fashion Week, à New York, en défilant pour les marques Rag & Bone (en) et Calvin Klein. Elle est citée dans le TOP 10 des meilleurs nouveaux mannequins de cette saison. Elle ouvre le défilé Prada et ferme celui d'Alberta Ferretti à Milan. Elle défile environ 90 fois. On peut citer Chanel, Gucci, Dolce&Gabbana, Givenchy, Yves Saint Laurent, Valentino, et Balenciaga à Paris et Milan. Durant cette saison, elle a joué le mannequin cabine pour Gucci. Elle pose pour Vogue Deutschland, Vogue Italia et Dazed & Confused. Elle fait la publicité de Donna Karan et Gucci.
En 2012, elle représente le parfum Omnia de Bvlgari et prête son image aux marques Gucci, MaxMara Weekend, Tasaki, Max&Co, Michael Kors, DKNY, M·A·C, Elie Saab, Belstaff, Ralph Lauren, Bottega Veneta et Carolina Herrera. Elle défile presque cent fois cette année-là, dont Louis Vuitton, Calvin Klein, Victoria Beckham, Diane von Fürstenberg, Chloé, Jason Wu, Giambattista Valli, Vanessa Bruno, Nina Ricci et Gucci.
En 2013, elle défile environ soixante-dix fois. On peut[style à revoir] citer Victoria's Secret, Chanel, Valentino, Giorgio Armani, Emilio Pucci, Matthew Williamson, Oscar de la Renta ou Vera Wang. Elle pose pour les marques Blugirl, Santoni, Yves Saint Laurent Beauté, Victoria's Secret, Revolve et Prabal Gurung (en) pour Target, ainsi que pour le magazine Lui aux côtés de Marlon Teixeira.
En 2014, elle pose pour Joie avec Caroline Brasch Nielsen, et pour Urban Outfitters. Elle arpente les podiums de Nina Ricci et Ralph Lauren.
En 2015, elle pose pour Victoria's Secret de multiples fois, dont pour leur lingerie et pour leur ligne sportive VSX. Elle obtient aussi la couverture de deux catalogues de cette marque. Elle est l'un des visages principaux de Sam Edelman pour la campagne printemps/été, G-Shock et Boulezar et pose pour Juicy Couture, Urban Outfitters, Zimmermann et Revolve Clothing.
En 2016, elle devient un Ange de la marque Victoria's Secret.

### Vie privée
Depuis décembre 2013, Josephine Skriver est en couple avec Alexander DeLeon, chanteur du groupe The Cab. En novembre 2018, Josephine Skriver et Alexander Deleon se sont fiancés. En avril 2022, ils se sont mariés[source secondaire souhaitée]. Leur premier enfant, une fille nommée Aurora James est née en août 2023.

### Couvertures de magazines
- Plaza Kvinna, mars 2011
- Cover Denmark, juin / juillet 2011[19]
- Elle Denmark, novembre 2011
- Elle Denmark, février 2012
- Mixt(e), printemps / été 2012
- Eurowoman, juin 2012[20]
- Black Magazine New Zealand, mars 2013
- Singles Korea, août 2013
- Narcisse, automne / hiver 2013[21]
- Harper's Bazaar Latin America, septembre 2013[22]
- Eurowoman, novembre 2013
- Elle Brasil, janvier 2014[23]

## Filmographie

### Vidéoclips
- 2014 : Lock Me Up (en) de The Cab